# IC 1920
IC 1920 је спирална галаксија у сазвјежђу Часовник која се налази на листи објеката дубоког неба у Индекс каталогу.
Деклинација објекта је - 52° 42' 49" а ректасцензија 3h 24m 24,4s. Привидна величина (магнитуда) објекта IC 1920 износи 15,5 а фотографска магнитуда 16,4. IC 1920 је још познат и под ознакама DRCG 44-152, PGC 74394.